# إيوان لويس
إيوان لويس (بالإنجليزية: Ion Lewis)‏ هو مهندس معماري أمريكي، ولد في 1853، وتوفي في 29 أغسطس 1933.